# Studsvik

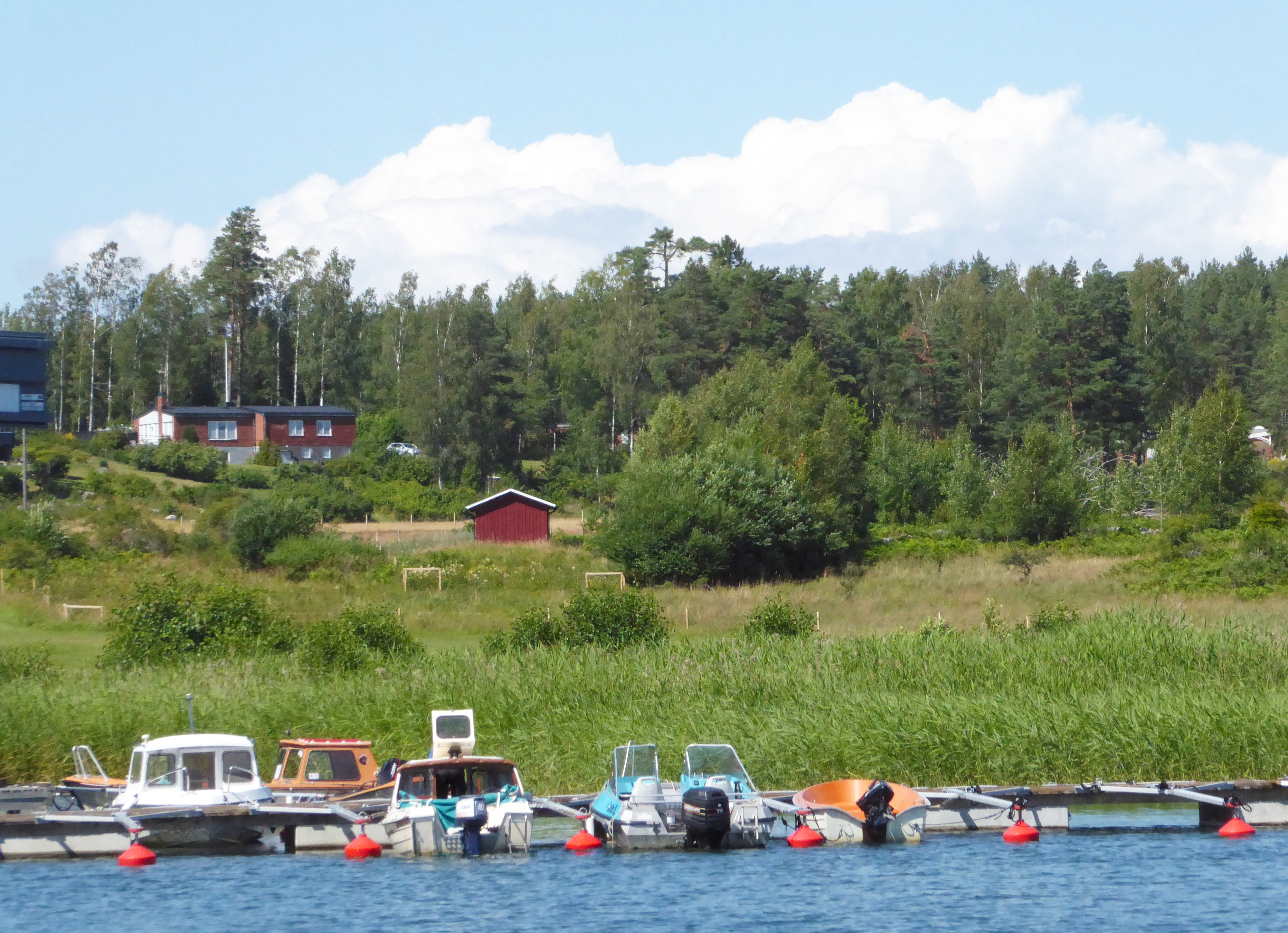
Villor och fritidsbåtar vid Studsviks brygga.

Studsvik är en ort i Nyköpings kommun. 

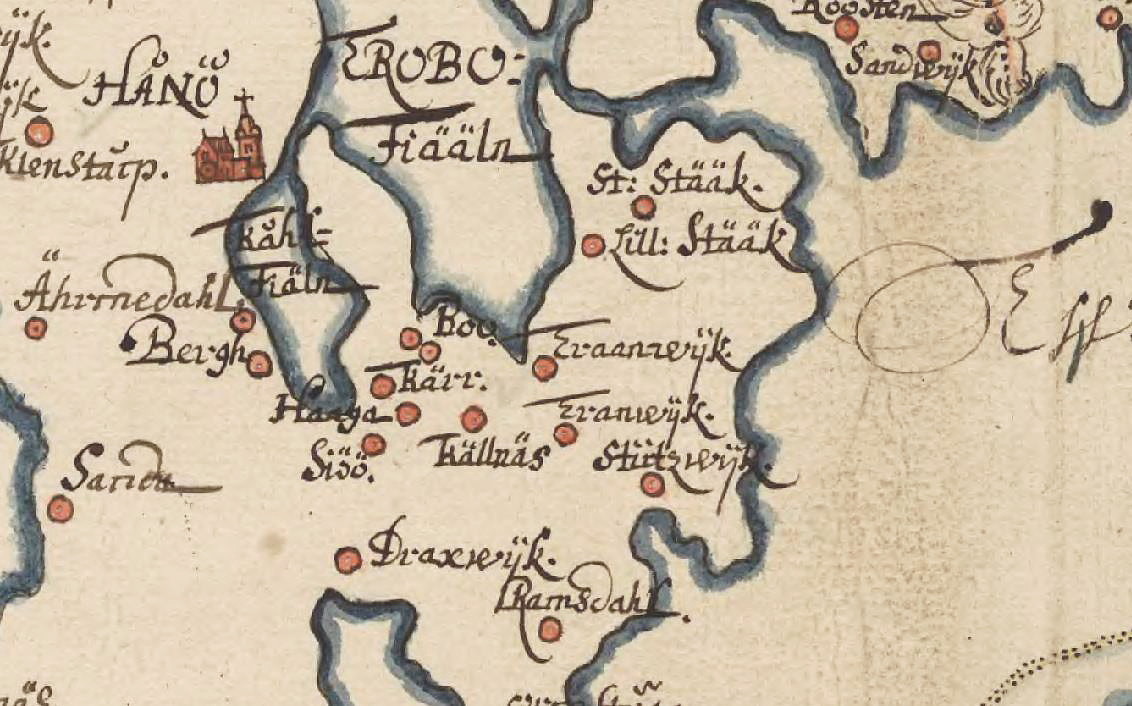
Torpet "Stützwijk" 1678.

Studsvik redovisas redan 1678 på en karta över Tystberga socken som Stützwijk och var då ett torp under Hånö säteri. På Häradsekonomiska kartan från 1890-talet omnämns Stutvik respektive Stutviksstugan. Den senare var ett båtsmanstorp under Hånö. Idag förknippas Studsvik mycket med kärnkraftsindustrin. Gatunamn som Kärnkraftens väg och Atomvägen påminner om verksamheten. Bostadsbebyggelse i form av ett tiotal villor ligger vid Hagavägen söder om forskningsstationen. Söder därom märks Studsviks brygga med en mindre hamn för fritidsbåtar. De flesta anställda på Studsvik pendlar dock från Nyköping till sina arbetsplatser.

## Näringsliv
På säteriets mark, strax norr om torpet, gjordes 1954 de första sonderingarna för bygget av en forskningsstation för kärnenergi för AB Atomenergi. Samma år startade anläggningsarbetena och vid slutet av 1960-talet var omkring 800 personer sysselsatta vid stationen.
Idag präglas samhället av denna anläggning och dess verksamhet. Den dominerade verksamheten är Studsvik AB men även, Cyclife Sweden AB som jobbar med  hantering av radioaktivt avfall, Element som utvecklar och testar plaströr och AB Svafo som jobbar med avveckling av kärntekniska anläggningar finns i Studsvik. Tidigare hade även  Kärnkraftsäkerhet och Utbildning AB som utbildar personal till de svenska kärnkraftverken huvudkontor i Studsvik.

Bilder, orten
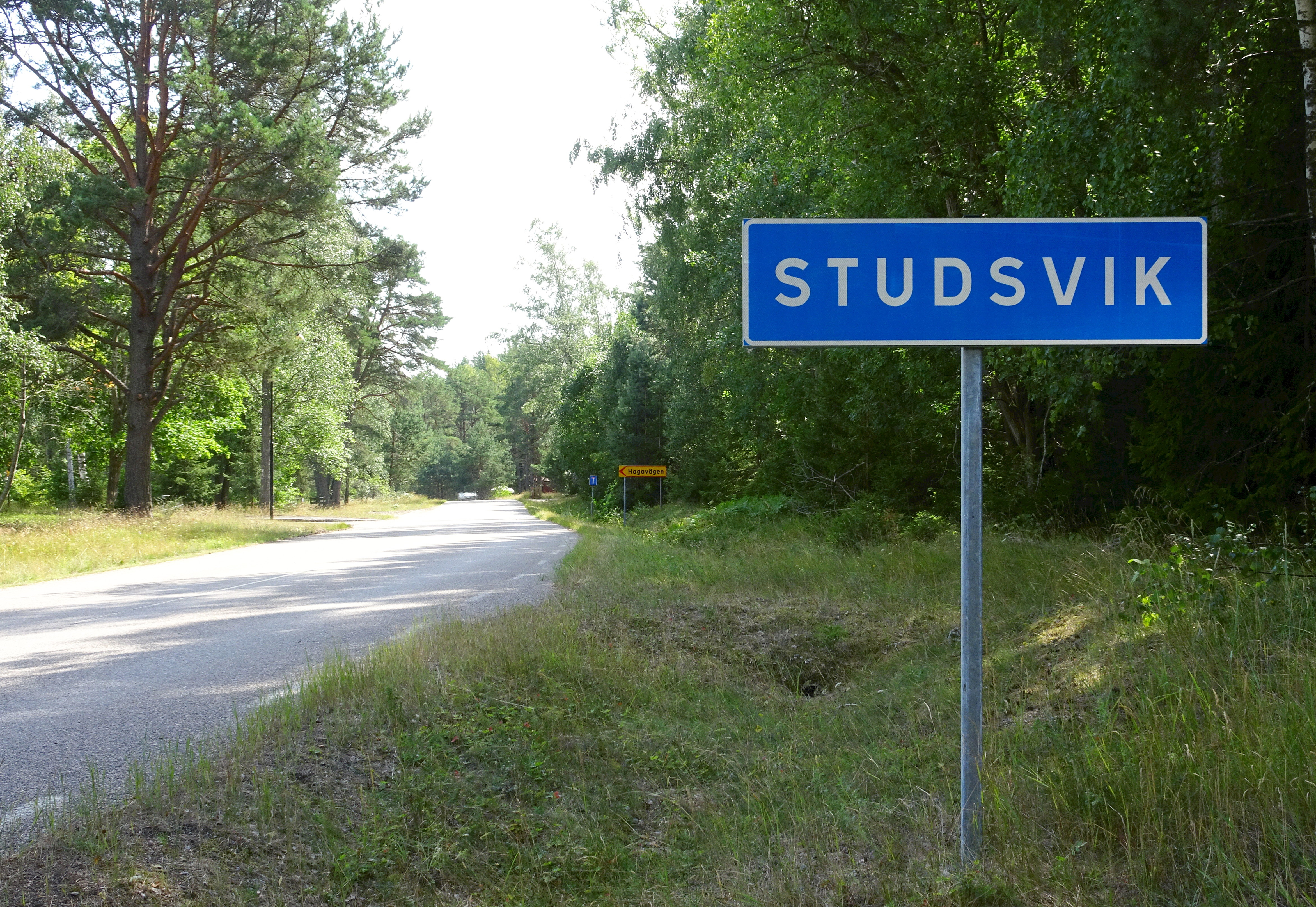
Ortskylt.
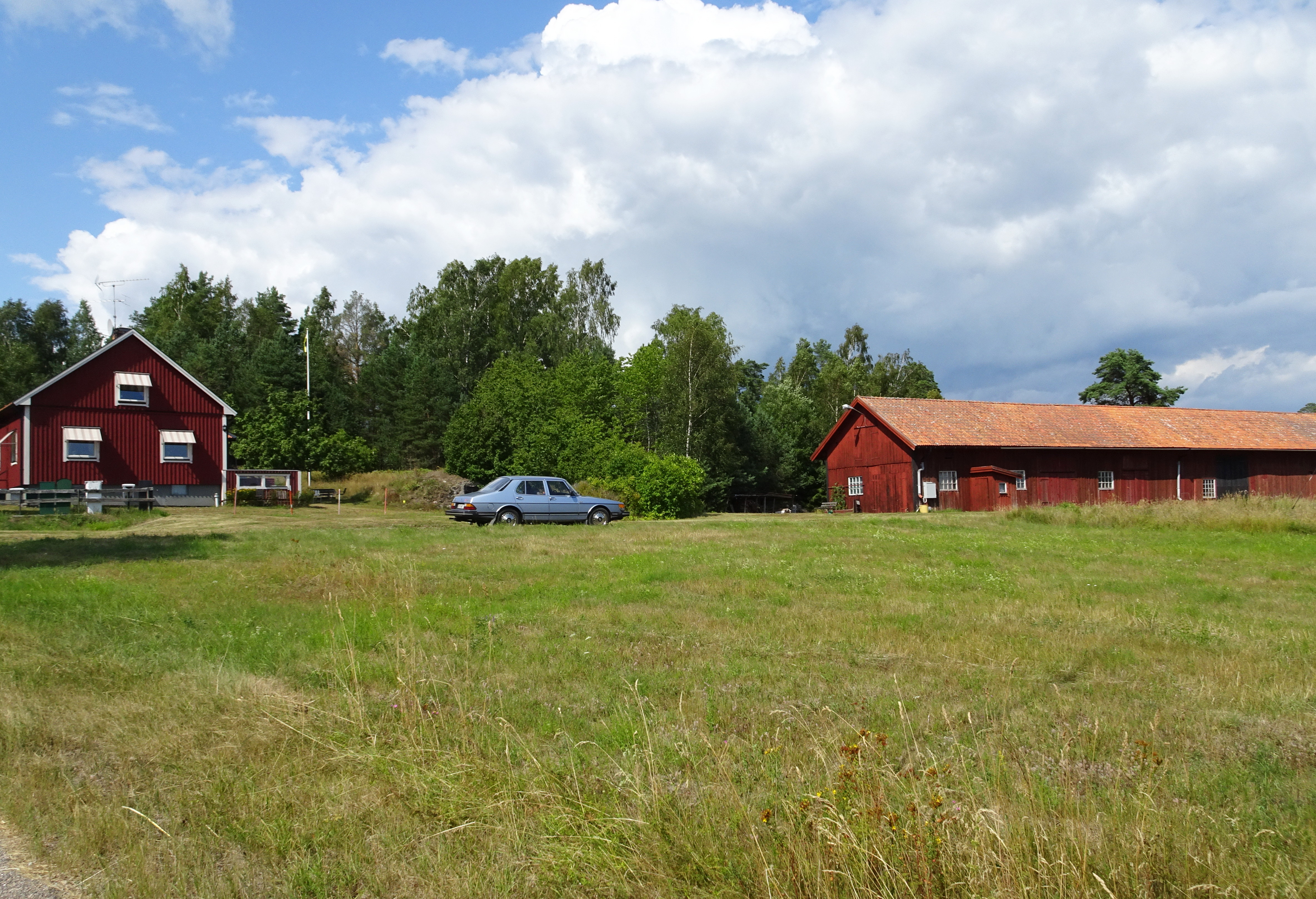
Studsvik, torp och lada.
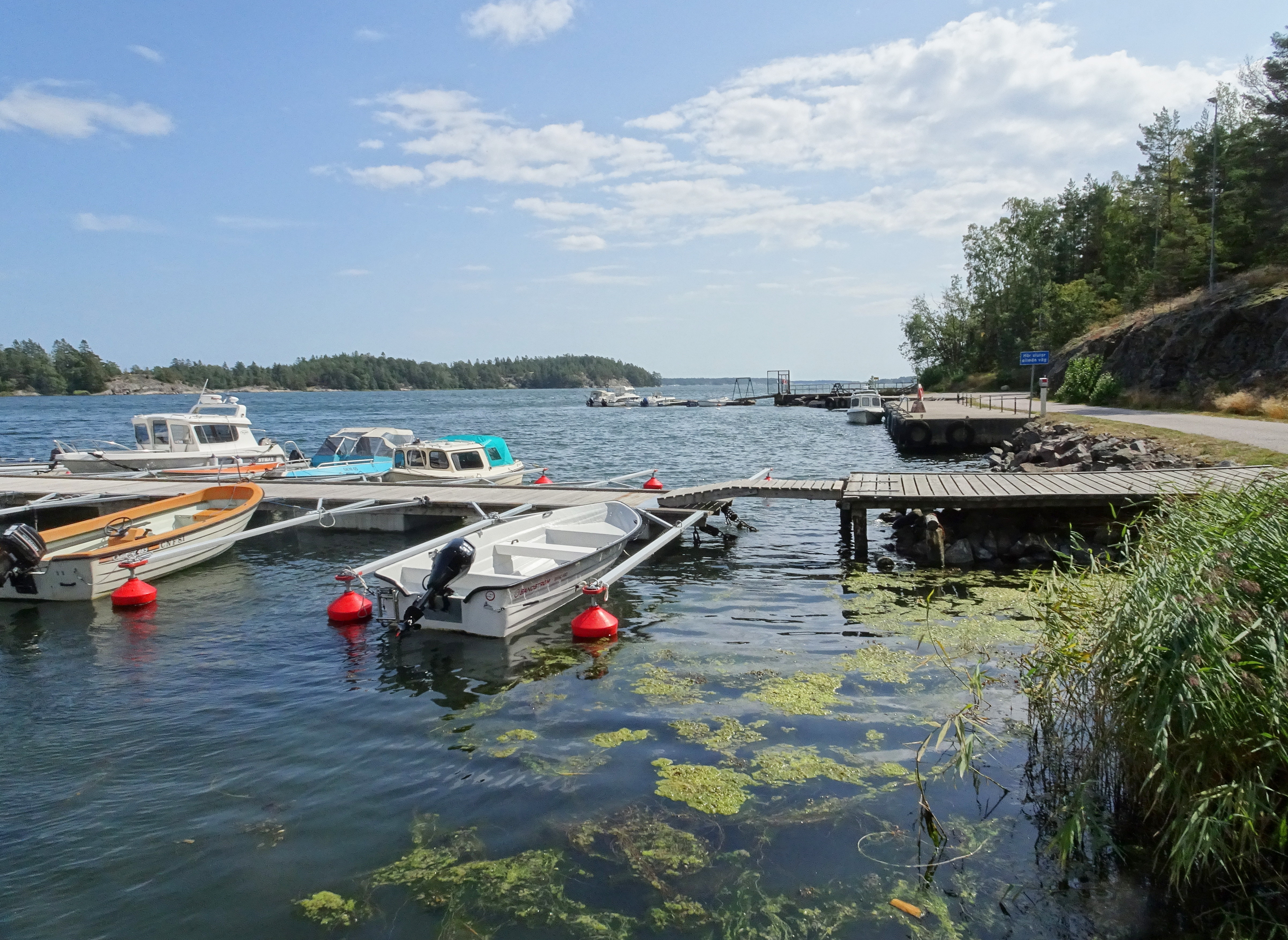
Studsviks hamn.
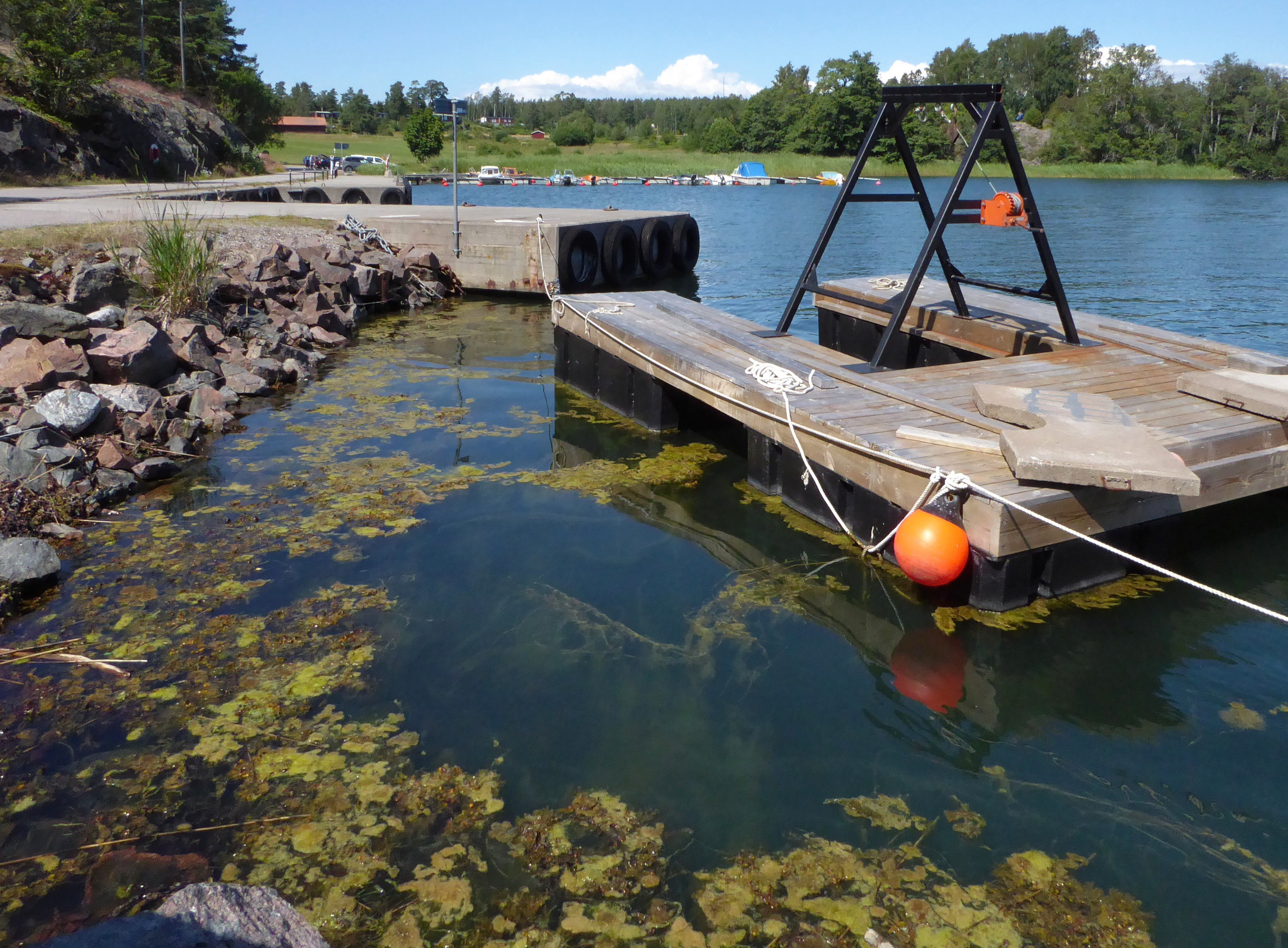
Studsviks brygga.

### Horsviks vandrarhem
Horsvik uppfördes i slutet på 1950-talet och tjänade då huvudsakligen som boende för gästforskare och andra som tjänstgjorde vid AB Atomenergis forskningsanläggning i Studsvik. Efter en renovering fungerar Horsvik som vandrarhem, hotell, konferensanläggning och områdets restaurang.

Bilder, verksamheten
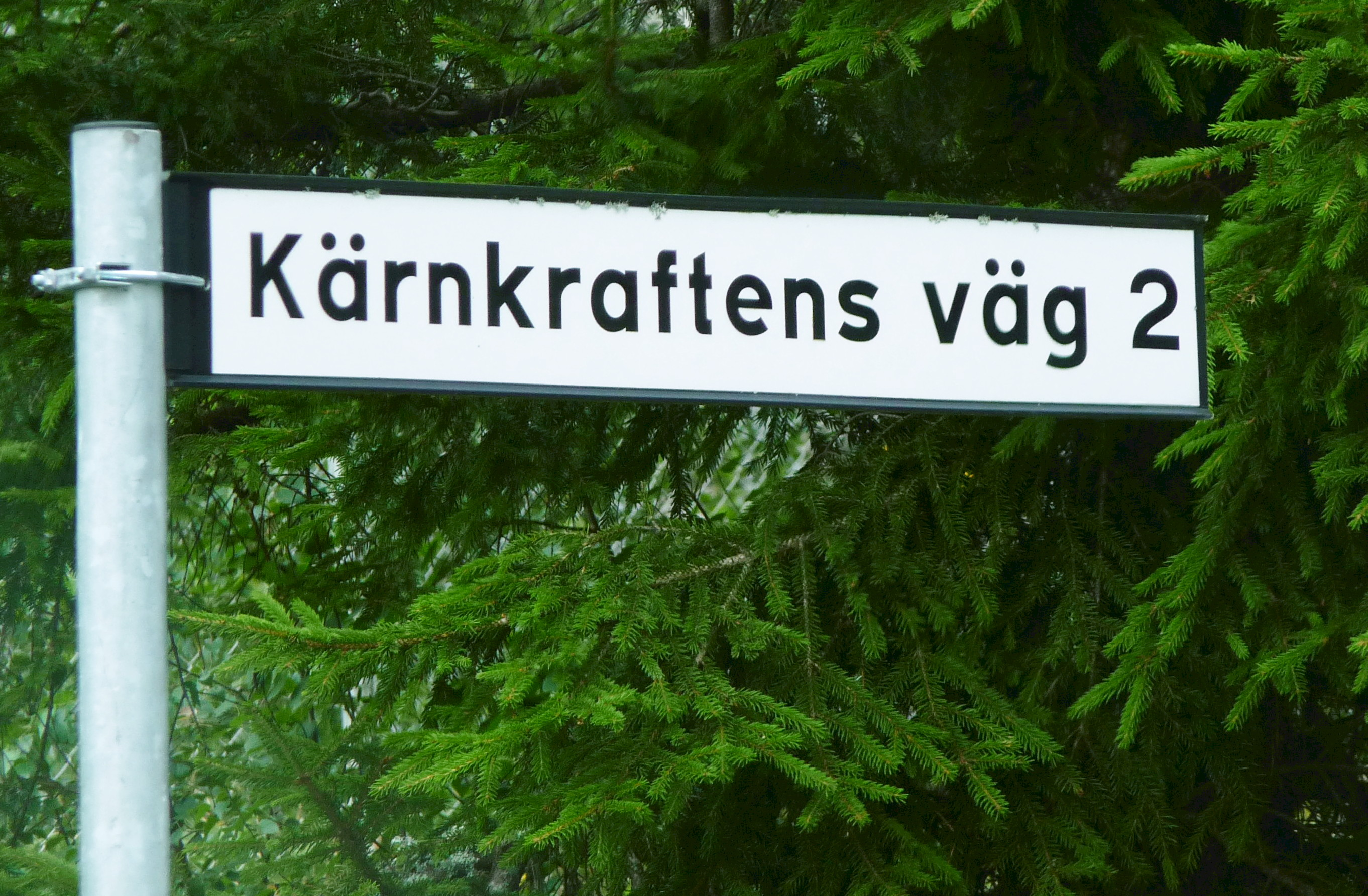
Kärnkraftens väg.
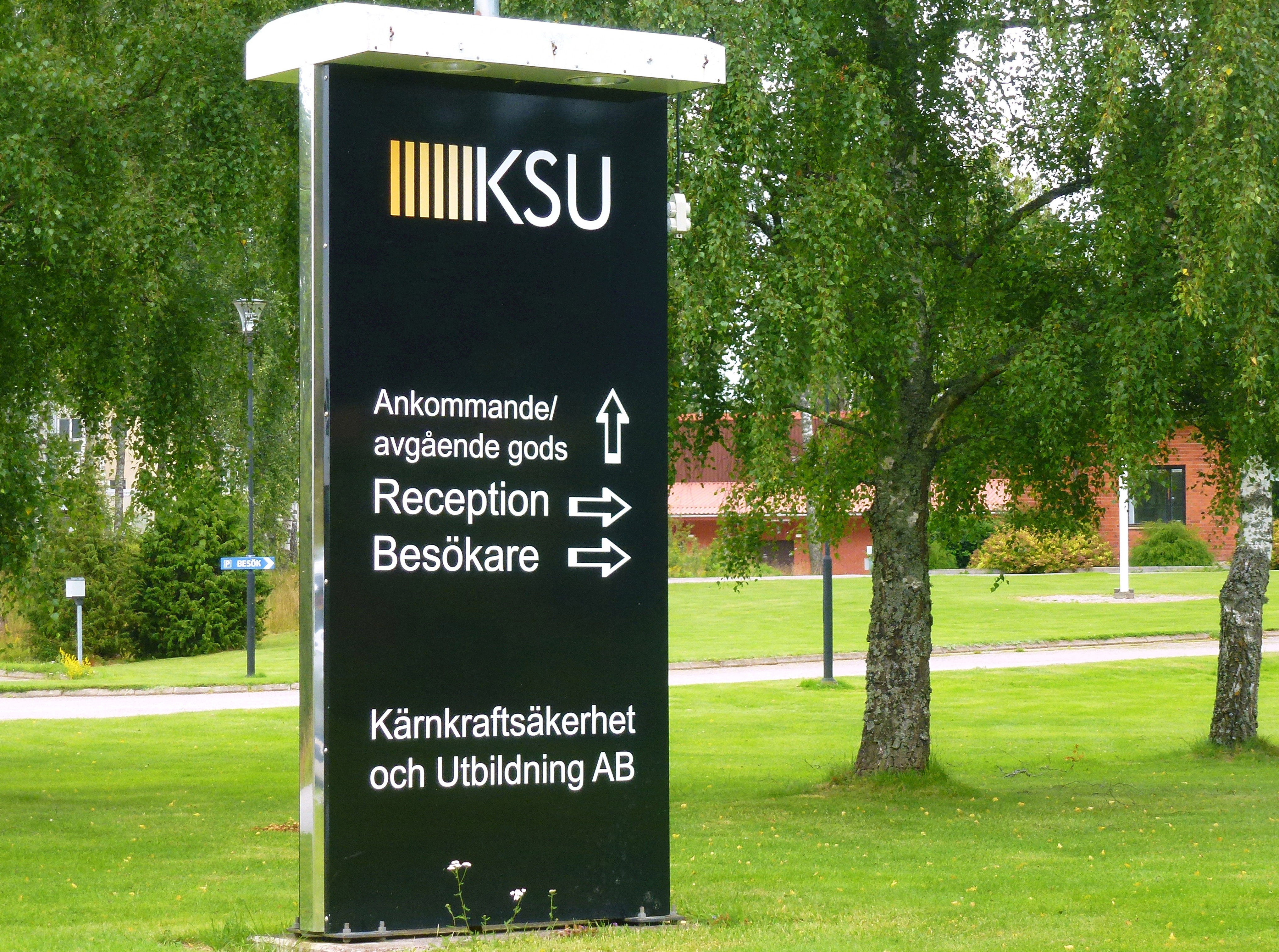
Företaget KSU i Studsvik.
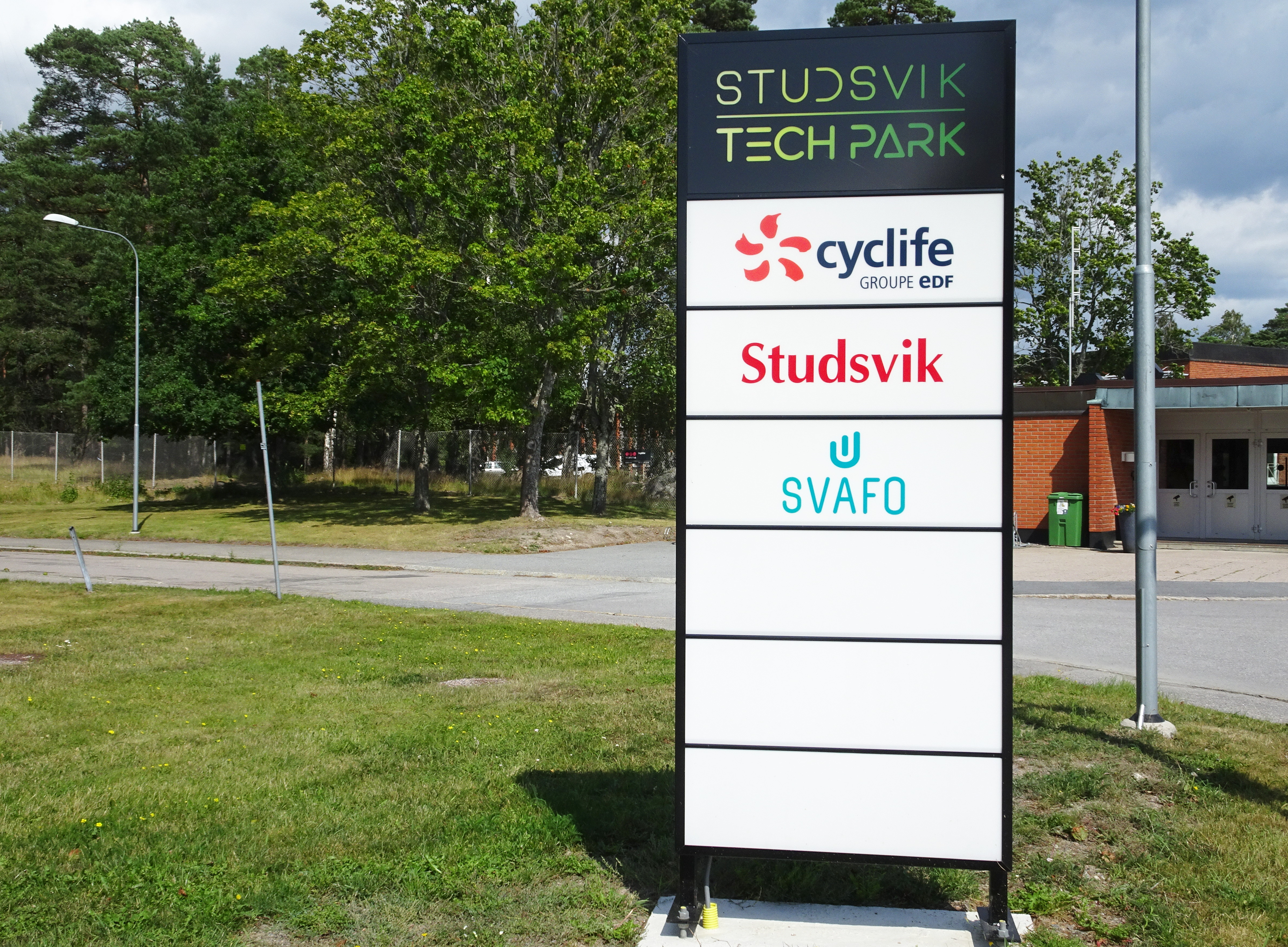
"Studsvik Tech Park" i Studsvik.
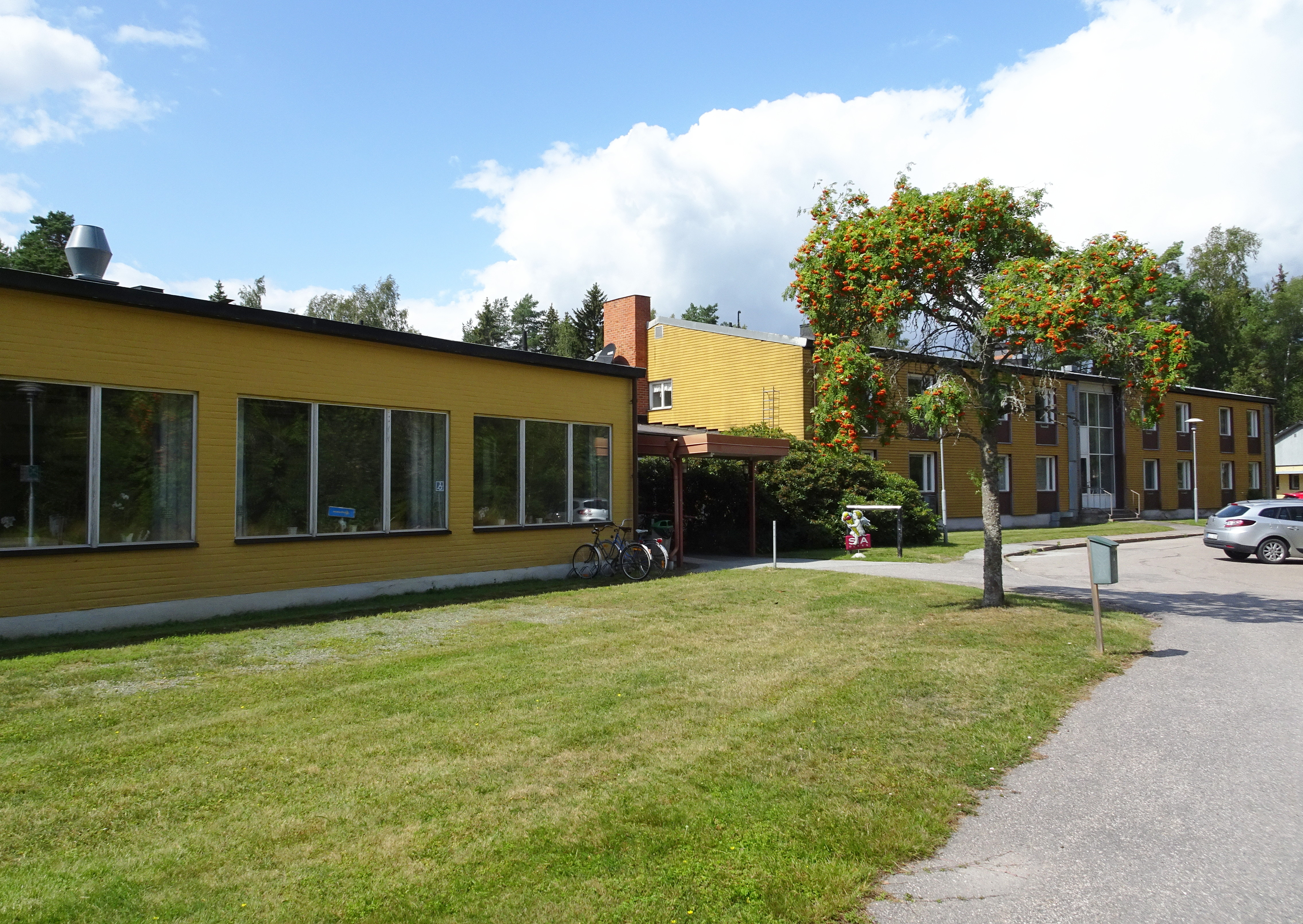
Horsvik vandrarhem, hotell och konferens.

## Studsvik i kulturen
I revyn Glaset i örat av Hans Alfredson och Tage Danielsson från 1973 sjunger Monica Zetterlund i Studsviksvalsen hur elenergi kommer att produceras i framtiden. I alla fall inte av vattenkraft från Hammarforsen som "ju snart står en upp i halsen" tyckte Hasse & Tage utan skaldade istället "nu kommer kraften med en knall” och att Studsviksvalsen är förmodligen den sista valsen vi får dansa till för ”det blir en smäll – och sen god kväll, far väl”.